# Enzo Emilio Galbiati
Enzo Emilio Galbiati (Monza, 23 maggio 1897 – Solbiate, 23 maggio 1982) è stato un generale italiano.

## Biografia
Nella Grande Guerra fu ufficiale in reparti arditi reggimentali, combattendo con i quali rimase ferito a Dosso Faiti nell'agosto 1917. Legionario fiumano, aderì al fascismo sin dal 1919 e salì nella gerarchia fino a diventare nel 1941 Capo di stato maggiore della MVSN, carica che ancora ricopriva al 25 luglio 1943. Sebbene contrario all'ordine del giorno Grandi, non mosse la MVSN in occasione dell'arresto del Duce. Nella RSI non ebbe incarichi politici, ma militari, e fu aspramente criticato nel dopoguerra dagli ambienti neofascisti per le sue scelte del 25 luglio. Ritiratosi a Bordighera, non ebbe alcuna attività pubblica fino alla morte. È sepolto a Seborga.

### La gioventù e la prima guerra mondiale
Enzo Emilio Galbiati nacque il 23 maggio 1897 a Monza da Giovanni e Luigia Rolla. Rimasto orfano del padre a dieci anni e della madre pochi anni dopo, fu affidato alla sorella maggiore Delfina. Nel 1916, mentre studiava ragioneria, fu richiamato sotto le armi. Assegnato al 23º Reggimento fanteria della brigata "Como", passò, su richiesta, al reparto reggimentale d'assalto (arditi) del 153º Reggimento fanteria "Novara"; promosso caporale nel luglio 1917, il 20 agosto dello stesso anno fu ferito sul monte Faiti. Dopo la convalescenza in ospedale partecipò al corso per ufficiali di complemento a Ravenna e fu rinviato al fronte col grado di sottotenente, prima al 45º Reggimento fanteria "Reggio" e successivamente al 151º Reggimento fanteria "Sassari". Nel 1919 fu assegnato al comando del IV corpo d'armata come istruttore dei corsi di educazione fisica per ufficiali.

### Lo squadrismo
Galbiati aderì fin dal 1919 al PNF ed operò prima come squadrista e successivamente come comandante di squadra in Brianza. Subì numerosi processi e rimase detenuto per 11 mesi, prima di essere assolto. Nell'ottobre del 1922, come comandante di tutte le squadre monzesi, ebbe il comando del presidio a difesa de Il Popolo d'Italia, nella cui redazione si trovava lo stesso Mussolini a dirigere le operazioni della marcia su Roma.

### La Milizia Volontaria per la Sicurezza Nazionale
Galbiati aderì alla Milizia Volontaria per la Sicurezza Nazionale (MVSN) fino dall'atto della sua costituzione il 1º febbraio 1923, ebbe immediatamente il grado di console e fu designato al comando della 25ª Legione "Ferrea" (Monza). In occasione del delitto Matteotti (10 giugno 1924) capeggiò i consoli della MVSN che, il 31 dicembre, si presentarono a Mussolini per chiedere un'accelerazione della "rivoluzione fascista", minacciando di autodenunciarsi in blocco se il Duce non avesse agito in tale direzione. Non convinti dalle assicurazioni di Mussolini, i consoli stabilirono una "pentarchia", che di fatto autorizzava le legioni comandate dai consoli che avevano partecipato alla protesta ad operare indipendentemente dal comando generale. Mussolini il 3 gennaio pronunciò alla camera dei deputati il discorso con il quale si assumeva «la responsabilità politica, morale e storica dell'accaduto [il delitto Matteotti]».
Per indisciplina venne radiato dalla MVSN in data 20 luglio 1925 ed espulso dal PNF in data 10 agosto 1925. Tuttavia, in seguito all'attentato Zaniboni, di cui fu sospettata e non provata la matrice massonica, il 14 luglio 1926 fu riammesso sia nel partito sia nella milizia.
Dopo gli anni trascorsi nella legione di Monza, Galbiati fu messo al comando delle 116ª legione"Sabina" di Rieti (aprile - giugno 1927), della 102ª legione "Cacciatori del Tevere" di Perugia (giugno 1927 - giugno 1928), 8ª legione "Cacciatori delle Alpi" di Varese (luglio 1928 - marzo 1931), 1ª legione "Sabauda" di Torino (aprile 1931 - giugno 1933). Nel 1932 nacque il suo unico figlio Renato.
Il 1º luglio 1933 fu promosso console generale e richiamato a Roma al comando del XXI gruppo battaglioni CCNN, comando che lascerà solo nell'ottobre 1935 per partire per la campagna in Africa Orientale. Gli venne assegnato il comando della 219ª legione "Vittorio Veneto", inquadrata nella 6ª Divisione CC.NN. "Tevere", che iniziò il trasferimento in Africa il 14 dicembre 1935, per essere schierata sul fronte somalo. Nel corso della Guerra di Etiopia la 219ª legione combatté ad Harrar e soprattutto a Les Addas, dove venne gravemente ferito nel corso di due giorni di aspri combattimenti. La bandiera della legione ebbe la medaglia di bronzo al V.M. e Galbiati due medaglie di argento al V.M. Mentre Galbiati era in Africa, morì la moglie Gianna Brovelli (31 gennaio 1936).
Dopo il rimpatrio dall'Africa, Galbiati nel maggio 1937 fu nominato ispettore generale dei reparti universitari della M.V.S.N. e membro della commissione centrale di disciplina del PNF. Il 23 dicembre 1939 fu promosso luogotenente generale della MVSN; in tale veste fu ufficiale di collegamento per la Milizia prima al Gruppo d'armate Est (al confine con la Jugoslavia), poi alla 7ª Armata sul fronte alpino ed infine alla 11ª Armata sul fronte greco. Tuttavia Galbiati cercò di avere un comando operativo e, quando giunsero in Albania l′8°, il 16° ed il 29º battaglione CCNN, costituì con questi reparti il Raggruppamento Galbiati, che operò sul fronte greco fino all'aprile 1941; per le operazioni sul fronte greco guadagnò una medaglia d'argento al V.M. e la croce di cavaliere dell'Ordine Militare di Savoia.
Il 25 maggio 1941 venne richiamato dalla Grecia e, appena giunto a Roma, venne ricevuto a Palazzo Venezia da Mussolini, che gli comunicò la sua nomina a Capo di stato maggiore della MVSN, in sostituzione di Achille Starace. Divenne anche consigliere nazionale della Camera dei Fasci e delle Corporazioni. Su iniziativa di Galbiati furono creati nell'ambito della Milizia i battaglioni "M", cioè battaglioni particolarmente addestrati per la formazione di un tipo di soldato «che rispondesse maggiormente al moderno campo di battaglia». Nel settembre-ottobre 1942 effettuò un'ispezione sul fronte russo e successivamente si recò in Polonia e Germania, avendo colloqui con Hitler e Goebbels. Rientrato a Roma il 16 ottobre, consegnò a Mussolini un rapporto in cui metteva chiaramente in evidenza la scarsa considerazione avuta dai tedeschi per l'apporto bellico italiano.

### Il 25 luglio
Il 25 luglio 1943 partecipò di diritto (in quanto comandante della MVSN) alla riunione del Gran Consiglio del Fascismo, iniziata alle ore 17.00 del 24 luglio. Chiese ed ottenne la parola attorno all'una del mattino, prendendo chiaramente posizione contro l'ordine del giorno Grandi, sostenendo che non esisteva frattura fra «fascismo e nazione» e che quindi non avrebbe dovuto essere il ripristino dell'autorità regia (come richiesto da Grandi) a dover essere deciso, ma che l'unica autorità che avrebbe dovuto essere riconosciuta era quella del Duce. Date queste premesse, quando alle 2.30 venne effettuata la votazione ad appello nominale, Galbiati diede voto contrario alla proposta di Grandi. Dopo l'approvazione dell'ordine del giorno rimase a palazzo Venezia a discutere con Mussolini, sulla base dell'ipotesi che l'ordine del giorno fosse un fatto interno al PNF e quindi non avesse valore costituzionale.
Il mattino successivo Galbiati chiese a Mussolini l'autorizzazione ad arrestare i 19 gerarchi che avevano votato a favore di Grandi, autorizzazione che gli venne rifiutata, in quanto Mussolini riteneva che il sovrano avrebbe continuato ad appoggiarlo. Invece, quando Mussolini si presentò al re alle 17, fu arrestato e trasferito nella Caserma Podgora in Trastevere, e quindi in quella della Legione allievi di via Legnano in Prati. Intanto Galbiati era nella sede del comando della MVSN, in viale Romania. Solo dopo le 19 Galbiati venne informato che Mussolini non era più primo ministro e che Badoglio era stato incaricato di formare il nuovo governo. Intanto per strada si manifestava per la fine del regime e per la (presunta) fine della guerra e truppe dell'Esercito si attestarono di fronte al comando della Milizia. In questa situazione Galbiati si trovò costretto ad ordinare a tutte le unità della MVSN di attendere gli eventi, pur essendo autorizzate a reagire alle provocazioni.
In una riunione tenuta fra le 20 e le 22 constatò che una parte consistente degli ufficiali della Milizia propendeva per un'azione di forza. Dopo essersi consultato con i generali Tarabini, Galamini, Corticelli e Semandini, alle 22.30 chiamò telefonicamente il sottosegretario agli interni Albini, comunicandogli che «la Milizia rimane fedele ai suoi principi e cioè servire la Patria nel binomio Re e Duce». A questo punto il nuovo governo seppe che non ci sarebbero stati colpi di mano organizzati da parte della Milizia. Poco prima di mezzanotte gli venne recapitato l'ordine di passare le consegne per il suo incarico al generale Armellini.
Alle ore 11.15 del 26 luglio Galbiati passò in rassegna per l'ultima volta il reparto di onore della Milizia in Via Romania, tornando alla sua casa di Roma.

### L'arresto e la collaborazione alla RSI
Dal 28 luglio al 4 agosto Galbiati fu agli arresti domiciliari, con la casa piantonata dai carabinieri, con la scusa ufficiale di "proteggerlo". Dopo il 4 agosto poté nuovamente muoversi liberamente, fino al 23 agosto, quando, arrestato dai carabinieri, venne rinchiuso a Forte Boccea con gli ufficiali della Milizia e del Regio Esercito verso i quali il regime di Badoglio non aveva fiducia. Galbiati fu liberato solo il 12 settembre dai tedeschi, per essere trasferito a Frascati all'Hotel Flora insieme agli altri ufficiali e gerarchi liberati. Quando il 17 settembre gli fu offerto di ricoprire incarichi di prestigio nella Repubblica Sociale Italiana, Galbiati declinò le offerte, preferendo tornare alla carriera militare.
Incontrò Mussolini solo due volte, una prima volta il 1º ottobre, alla Rocca delle Caminate, quando consegnò al Duce il suo rapporto sul comportamento tenuto il 25 luglio, giustificando le sue azioni con la volontà di non iniziare una guerra civile, dal momento che il re e Badoglio gli avevano assicurato la continuazione della guerra. Successivamente incontrò nuovamente Mussolini l'8 novembre, quando rifiutò nuovamente incarichi nell'ambito della RSI. La sua successiva richiesta di iscrizione al Partito Fascista Repubblicano, a detta di alcuni testimoni, fu respinta di proprio pugno da Mussolini. Testimoniò sugli avvenimenti della notte tra il 24 ed il 25 luglio al processo di Verona.
Combatté nella RSI col grado di maggior generale della Guardia Nazionale Repubblicana.

### Dopo la seconda guerra mondiale
Avendo superato indenne gli eventi dell'aprile 1945, Galbiati si stabilì a Milano. Nel 1955 querelò per diffamazione a mezzo stampa Vanni Teodorani (genero di Arnaldo Mussolini), che lo aveva accusato di codardia per i fatti del 25 luglio. Diversi ufficiali della Milizia confermarono, testimoniando nel corso del processo, che una reazione della Milizia (anche con la divisione corazzata M) era possibile. Il processo si chiuse nel 1956 con l'assoluzione di Teodorani relativamente alla ricostruzione storica degli eventi del 25 luglio, ma con una pena pecuniaria per gli epiteti da lui rivolti a mezzo stampa a Galbiati.
Dopo il processo Galbiati si ritirò prima a Bordighera e successivamente in una casa di riposo di Solbiate, dove morì il giorno del suo ottantacinquesimo compleanno (23 maggio 1982). Per sua espressa volontà Galbiati è stato sepolto a Seborga, nella tomba di famiglia da lui stesso progettata.

## Nella cultura di massa
- Nella serie tv del 2024 La lunga notte - La caduta del Duce Enzo Emilio Galbiati è interpretato da Alessandro Federico.